# تراپیدیل
تراپیدیل (انگلیسی: Trapidil)  یک داروی گشادکننده عروق و یک داروی ضد پلاکت است.  همچنین به عنوان آنتاگونیست فاکتور رشد مشتق از پلاکت عمل می‌کند.